# 德木·阿旺拉木喀嘉样
德木·阿旺拉木喀嘉样（藏語：ངག་དབང་རྣམ་རྒྱལ་འཇམ་དབྱངས་，威利转写：ngag dbang rnam rgyal 'jam dbyangs；1669年—1723年）藏族，工布扎嘉村人，第五世德木活佛。

## 生平
藏历十一饶迥土鸡年（1669年）生于工布扎嘉村。后来，他被认定为上一世德木活佛的转世灵童。坐床正式继任德木活佛后不久，和德木活佛世系关系密切的巴索活佛世系的吉仲阿旺贡却尼玛获得中部康区的邀请，但他向五世达赖请假，同时还申请赏赐寺院庄园。达赖批准赏其八宿寺法物、地产以及附近的农牧民800多户，加上已经赏给他的卫地农奴共达2730多户，作为其世袭经营的庄园。刚刚坐床的德木活佛也希望得到赏赐，于是在藏历火龙年（1676年）自工布赴拉萨，拜见达赖。第一次拜见达赖时，他敬献了许多礼品。达赖给他进行了灵童剃度，为其取法名为“阿旺拉木喀嘉样”，并赐主仆300多人列座用茶。第五世达赖还赏给他大批寺院庄园。《古拉锦衣书函》对此记载称：
第穆巴尽管由历代施主供奉不小的庄园，然而由于中部康区各位上师各执偏私，互见眼红，今因赏赐给达察活佛巴索，故议论之声甚嚣尘上。现本波之乱及各地之争执已于今年平息，乃新封洛隆宗所属之巴堆巴与雪阿，康域德蚌；洗孜所属之色玛、上下星宿庄、山寺、札夏、尼龙、波夏、三庄、南贡温、萨瓦寺废墟、固色等地的三百六十户，获利六百余户等。 
德木活佛获赐上述大小庄园后，经济实力大为增强，宗教活动的地域更趋宽广，形成了以工布的德木拉章为中心，大小分寺、庄园遍及工布、波密、中部康区的庞大集团，以德木帕巴却宗为主寺的工布德木拉章成了该地区最大的活佛系统。
德木活佛后来去过北京。《第七世逹賴喇嘛传》上集也描述了德木活佛在北京居住时，关心七世达赖的寻访、认定以及在塔尔寺坐床典礼等情况，这说明他在北京居住了很长时间。八宿若噶热活佛曾说，德木活佛是在汉地圆寂的。从上一世德木活佛阿旺格勒坚赞随五世达赖赴北京开始，德木活佛世系同清朝中央政府建立了较为密切的隶属关系。清政府十分重视德木活佛。这前后两世德木活佛都曾经多次参加清朝皇帝举行的庆典及宗教活动。
藏历水兔年（1723年），德木·阿旺拉木喀嘉样圆寂。